# Glaucidium castanopterum
Mocho-pigmeu-javanês ou mochinho-de-java (Glaucidium castanopterum) é uma espécie de ave da família Strigidae. Endêmica da Indonésia.